# 馬場ももこ
馬場 ももこ（ばば ももこ、1991年12月8日 - ）は、日本のフリーアナウンサー、元テレビ金沢アナウンサー。セント・フォース所属。

## 来歴・人物
新潟県新潟市出身。新潟市立高志高等学校、昭和女子大学人間文化学部卒業。広島テレビ放送アナウンサーの有田優理香は同じ新潟市出身の友人にあたる。
2014年（平成26年）4月から2015年1月までケーブルテレビ局佐渡テレビジョンでアナウンサーとして勤務し、3月にテレビ金沢へ移籍する。同期は佐竹美希、川崎谷桐子、金山哲平。
バラエティではアナウンサーとは思えないハイテンションなキャラクターが特徴で、「金沢の暴れ馬」と評される。
2017年5月12日放送の『金曜ロードSHOW!・特別エンターテインメント 全国好きな嫌いなアナウンサー大賞2017』 （日本テレビ）に出演し、番組内で紹介されたぶっちゃけキャラクターが注目され、同年9月11日には『情報ライブ ミヤネ屋』 （読売テレビ）にアシスタント林マオ（読売テレビアナウンサー、放送時点）の代役に抜擢された。その後、同月27日・11月15日放送の『今夜くらべてみました』や2018年1月14日・4月15日放送の『行列のできる法律相談所』（いずれも日本テレビ）など、全国ネット番組への出演する。
家族は両親と弟。好きな映画は『ハリー・ポッターシリーズ』で、趣味は五円玉を集めること。特技は新潟甚句。
2019年3月26日放送の『となりのテレ金ちゃん』では、同番組は続投するものの同年4月からフリーアナウンサーとして活動することを発表した。同年5月10日放送の『金曜ロードSHOW!・全国好きな嫌いなアナウンサー大賞2019』で、セント・フォースに所属したことを公表した。5月13日放送の『人生が変わる1分間の深イイ話』で、セントフォースから不合格とされたが再度電話で交渉して面接を経て合格するまでが、密着取材で公開された。
2020年4月8日放送の『今夜くらべてみました』で街頭インタビューとして録画出演し、活動拠点を石川県から東京へ移したことを報告した。
2019年から2021年頃は仕事の8割がドッキリで、中には非常に負荷が高い長期のものもあれば、数分で終わる短いものもあった、とのちに語る。

## 出演番組

### 学生時代
- スマイルスタジアムNST （NST新潟総合テレビ、2013年度） - リポーター

### テレビ金沢時代
放送局名の表記のないものは全てテレビ金沢の番組。
- となりのテレ金ちゃん （2015年4月 - 2019年3月、2019年4月よりフリーアナウンサーとして継続出演）- リポーター、火曜MC（2017年1月 - 2019年3月）
- 花のテレ金ちゃん （2015年10月 - 2019年3月） - 「ゆけゆけ!週末ナビレンジャー」担当、MC（隔週、2015年10月 - 2016年5月）
- 北國新聞ニュース
- テレビ金沢ニュース
- 宮根誠司VS中部10県地元じゃ当たり前! え?〇〇知らないの!?（中京テレビ、2016年年末） - テレビ金沢代表
- 金曜ロードSHOW!・特別エンターテインメント 全国好きな嫌いなアナウンサー大賞（日本テレビ、2017年5月12日・2018年6月1日）☆ - テレビ金沢代表
- 情報ライブ ミヤネ屋（読売テレビ、2017年9月11日・2018年9月10日） - 林マオ（読売テレビアナウンサー）の代役アナウンサー
- 今夜くらべてみました（日本テレビ、2017年9月27日[10]・11月15日[11]） - テレビ金沢代表
- 行列のできる法律相談所（日本テレビ、2018年1月14日[12]・4月15日・8月5日）
- 踊る!さんま御殿!!（日本テレビ、2018年2月13日[13]）
- 馬場ももこプレゼンツ「ももこくらべてみました!」（2018年3月24日）
- ヒルナンデス!（日本テレビ、2018年4月10日）
- 超問クイズ! 真実か?ウソか?（日本テレビ、2018年5月11日[14]）

### フリー転身後
- となりのテレ金ちゃん（テレビ金沢） - 不定期（2020年4月 - ）、月曜・火曜レギュラー（2019年4月1日 - 2020年3月17日、テレビ金沢アナウンサー時代の2015年4月から継続出演）[2]
- 1億人の大質問!?笑ってコラえて!（日本テレビ、2019年5月15日・5月29日・7月10日・10月16日・2020年2月19日・2021年1月27日）
- 今夜くらべてみました（日本テレビ、2019年6月5日、2020年4月8日）
- 全力坂（テレビ朝日、2019年6月27日・7月3日）
- 梅沢富美男のズバッと聞きます!（フジテレビ、2019年7月17日・9月18日）
- 東大王（TBSテレビ、2019年8月21日・2021年1月13日）
- ダウンタウンDX（読売テレビ、2019年8月22日・2020年3月19日）
- ロンドンハーツ（テレビ朝日、2019年10月15日・10月22日）
- スッキリ（日本テレビ、2019年10月16日・2021年1月27日）
- バゲット（日本テレビ、2019年10月16日・2020年2月19日・2021年1月27日）
- ヒルナンデス!（日本テレビ、2019年10月16日・2020年2月19日）
- 芸能人が本気で考えた!ドッキリGP（フジテレビ、2019年11月26日・2020年1月11日・2月29日・6月27日・9月12日）
- 潜在能力テスト（フジテレビ、2020年3月3日・6月9日・8月18日・12月15日・2021年2月9日）
- 健康カプセル!ゲンキの時間（CBCテレビ、2020年3月22日・4月5日・4月12日）
- すもももももも!ピーチCAFE（読売テレビ、2020年11月1日 - 22日） - 川田裕美の代役
- 絶好調W（北陸放送、2020年4月1日 - ）
- あの時、告っていればどうなった？芸能人が恋した人に対面で告白SP（日本テレビ、2022年8月30日）学生時の先輩バイト森崎ウィンに告白
- お仕事search!それってグッジョブ（テレビ東京、2022年8月18日・8月25日）進行役、田崎さくらの病欠代行
- こんなところでキャンパーズ!（BS松竹東急、2022年11月30日 - 2023年2月8日）
- ぽかぽか (フジテレビ、2024年2月5日)